# Rạch Trà Ngoa
Rạch Trà Ngoa (tên khác: Kênh Long Hội) là một con sông đổ ra Sông Tam Bình. Sông có chiều dài 28 km và diện tích lưu vực là km². Rạch Trà Ngoa chảy qua các tỉnh Vĩnh Long, Trà Vinh.